# Pedro Morales
Pedro Andrés Morales Flores (Hualpén, 25. svibnja 1985.) bivši je čileanski nogometaš koji je igrao na poziciji ofenzivnog veznog.

## Klupska karijera
Profesionalnu karijeru je započeo 2004. godine u čileanskom nogometnom klubu Huachipato gdje je nastupao i za juniorske sastave. Na početku sezone 2007. prelazi u Universidad de Chile, gdje nastupa uz najboljeg čileanskog reprezentativnog strijelca svih vremena Marcela Salasa.
Sezonu 2007. u Clausuri je završio s 13 golova kao drugi najbolji stijelac prvenstva. U lipnju 2008. prelazi u zagrebački Dinamo potpisujući petogodišnji ugovor.
U siječnju 2012. odlazi na posudbu u čileanski klub Universidad de Chile. U Dinamo Zagreb je upravo došao 2008. iz Universidad de Chile.
Nakon jednogodišnje posudbe u Čileu, u siječnju 2013. Pedro odlazi na posudbu u Málagu.

## Reprezentativna karijera
U siječnju 2008. Pedro Morales pozvan je u reprezentaciju Čilea za dvije prijateljske utakmice u kojima je Čile pobijedio Južnu Koreju 1-0 i remizirao s Japanom 0-0. Morales je igrao svih 90 minuta u oba susreta. Nakon toga bio je dio Čileanske U-23 reprezentacije koja je igrala na prestižnom turniru u Francuskoj,u Toulonu gdje su njegovi fantastični golovi i izvrsni nastupi Čileu pomogli da dođe do finala. Na turniru je bio drugi najbolji igrač. U lipnju 2008., Moralesova vještina impresionirala poznatog trenera, Marcela Bielsu, koji ga je pozvao za dvije važne utakmice u kvalifikacijama za SP 2010. Morales je od početka sudjelovao u pobjedi 2-0 nad Bolivijom, u La Pazu na 3600 m nadmorske visine. Osim toga, Morales je sudjelovao u 3-2 pobjedi protiv Venezuele.

## Vanjske poveznice
- Pedro Morales na hnl-statistika.com
- (engl.) Pedro Morales na soccerway.com